# Dezintegracja pozytywna
Dezintegracja pozytywna – teoria zdrowia psychicznego sformułowana przez Kazimierza Dąbrowskiego, przedstawiciela ruchu higieny psychicznej w Polsce. Zdrowie psychiczne w rozumieniu tej teorii to zdolność do rozwoju wewnętrznego w kierunku wszechstronnego rozumienia, przeżywania, odkrywania i tworzenia coraz wyższej hierarchii rzeczywistości i wartości aż do konkretnego ideału indywidualnego i społecznego poprzez procesy dezintegracji pozytywnej i cząstkowej integracji wtórnej.
Według tej definicji zdrowie psychiczne to dynamiczny proces psychiczny, a nie stan. W pojęciu tym Dąbrowski uwzględniał osiąganie wielopoziomowego dobrostanu, tak osobistego, społecznego jak i duchowego. 
Swoją zasadniczą koncepcję oparł na hierarchii wartości, czyli budowaniu układu wartości, gdzie wybory niższego rzędu są podporządkowywane wartościom rzędu wyższego. Proces budowania tej hierarchii jest z założenia twórczy i pełen niepowodzeń, dlatego psychonerwice uważał nie za chorobę, a naturalny sposób tworzenia się tej hierarchii. Choroba to w jego ujęciu stan wyłączenia się jednostki z procesu transgresji (np. psychopatia).

## Założenia teorii dezintegracji pozytywnej
1. Charakterystyczną właściwością człowieka jest naturalna tendencja do rozwoju.
2. Na poziomie fizycznym rozwój ten odbywa się z konieczności.
3. Człowiek jest istotą psychofizyczną.
4. Poza rozwojem fizycznym u niektórych ludzi następuje, niejako obok, rozwój duchowy, intelektualny („rozwój osobowy”).
5. Rozwój sfery duchowej rozluźnia jedność psychofizyczną osoby.
6. Rozwój duchowy rozbija zespoły prymitywne oraz jedność pierwotnej struktury jednostki. W ten sposób, poprzez dezintegrację pozytywną, jednostka rozwija się, ale jednocześnie traci swoją spoistość.
7. Instynkt rozwojowy rozbijający pierwotną strukturę dąży do odbudowania jedności na wyższym poziomie.

W jego koncepcji życie człowieka jest oparte na trzech głównych czynnikach:
- fizjologii organizmu
- uwarunkowaniu społecznym
- Czynniku Trzecim, wewnętrznej sile autokreacji.

To właśnie ów Czynnik Trzeci odpowiada za samodoskonalenie się, rozwój, a w konsekwencji za zdrowie psychiczne człowieka. Jego obecność objawia się w różnych kanałach, między innymi psychomotorycznym, sensualnym, intelektualnym czy emocjonalnym. Im większa wrażliwość w danym kanale, tym większy potencjał jednostki do rozwoju, ale poszczególne kanały nie są w tym procesie jednakowo uprzywilejowane.
Rozwój polega na szeregu procesów o charakterze dezintegracyjnym i integracyjnym.
- Dezintegracja to rozpadanie się całości na części składowe, przetwarzanie się jednych struktur osobowości w drugie, rozchwianie i popadanie ze skrajności w skrajność, brak harmonii i równowagi wewnętrznej, czemu towarzyszy cierpienie.

- Integracja jest to scalanie, zespolenie się cech osobowości, tworzenie całości z części, zwarta struktura odpowiadająca harmonii i równowadze wewnętrznej człowieka.

## Poziomy rozwoju
Dąbrowski wyróżnił 5 zasadniczych poziomów rozwoju: 

### 1. Integracja pierwotna
- poziom najmniej zróżnicowany, brak w nim dynamizmów rozwojowych,
- zewnętrzność, sztywność, brak związków uczuciowych z innymi ludźmi (ludzie traktowani są jak przedmioty),
- brak refleksji i konfliktów wewnętrznych, a występują konflikty zewnętrzne z otoczeniem,
- zachowanie jest egoistyczne i egocentryczne i ma na celu zaspokajanie własnych, podstawowych potrzeb,
- dominacja czynnika dziedzicznego
- "Jednostki w stanie prymitywnej integracji stanowią większość społeczeństwa. Bardzo prymitywna integracja cechuje natomiast psychopatów"[1].

### 2. Dezintegracja jednopoziomowa i jednokierunkowa
- rozbicie wewnętrzne polega na zabrnięciu w jakiś ślepy zaułek osobowości, zejście na manowce, czemu towarzyszy chaos myśli i uczuć,
- pojawia się czynnik drugi, społeczny, w postaci związków międzyludzkich czy liczenia się z opinią innych ludzi,
- pojawiają się formy pobudliwości psychicznej: psychomotoryczna i zmysłowa,
- pojawiają się pierwsze dynamizmy rozwojowe, jak, obok konfliktów zewnętrznych, konflikty wewnętrzne, empatia, identyfikacja, ambiwalencje i ambitendencje,
- dominuje relatywizm wartości,
- zachowanie może nie mieć żadnej orientacji i jest podatne na zmiany mody, ideologii, przywódców bez zdolności wartościowania. Obejmuje ono wszystko, co nie ukierunkowane, dziwaczne, nie dające się przewidzieć, pozbawione refleksji i zróżnicowania uczuć,
- brak przemiany wewnątrzpsychicznej,
- "Często mamy na tym poziomie do czynienia z myślami i tendencjami samobójczymi, stąd też rekrutuje się najwięcej zaburzeń i chorób psychicznych"[2]

### 3. Dezintegracja wielopoziomowa spontaniczna
- następuje zróżnicowanie struktur i funkcji psychicznych oraz ich hierachizacja i dążenie do uporządkowania wewnętrznego,
- pojawiają się kolejne formy wzmożonej pobudliwości psychicznej, jak wyobrażeniowa, intelektualna i uczuciowa oraz kolejne dynamizmy: hierachizacja, niezadowolenie z siebie, poczucie niższości oraz poczucie wstydu i winy, zaniepokojenie sobą i zdziwienie sobą,
- obok czynnika drugiego społecznego zaczyna dominować czynnik trzeci objawiający się pojawieniem się samorealizacji,
- człowiek coraz jaśniej zdaje sobie sprawę, jaki jest naprawdę (ja realne), a jaki powinien być (ja idealne) i zaczyna budować ideał swojej osobowości,
- przeważają konflikty wewnętrzne nad zewnętrznymi, może wystąpić nieprzystosowanie pozytywne, poświęcenie,
- występują głębokie związki uczuciowe, refleksyjność, niepokój egzystencjalny itp.

### 4. Dezintegracja wielopoziomowa zorganizowana
- na tym poziomie występuje świadome kształtowanie własnej osobowości, wewnętrznie sterowana i determinowana organizacja rozwoju, dążenie do syntezy, harmonii i integracji wewnętrznej,
- utrwalają się formy wzmożonej pobudliwości psychicznej i dynamizmy poziomu 3, a także pojawiają się nowe dynamizmy, jak stosunek podmiot – przedmiot w sobie, samoświadomość, samokontrola, samowychowanie, autopsychoterapia, autentyzm, autonomia, odpowiedzialność,
- przekształcenia wewnątrzpsychiczne dokonują się w sposób świadomy,
- widoczne dążenie do równowagi i integracji wewnętrznej poprzez przekształcenie powinności w rzeczywistość oraz poprzez realizowanie własnego ideału osobowości i urzeczywistnianie ideałów społecznych.

### 5. Integracja wtórna
- harmonijna jedność osobowości, równowaga i synteza wewnętrzna, dokonująca się poprzez urzeczywistnienie się ideału osobowości, kiedy człowiek rzeczywiście staje się taki, jaki powinien i chciałby być,
- brak konfliktów wewnętrznych,
- jeśli w procesach dezintentegracyjnych następowały w osobowości zmiany jakościowe, to na poziomie integracji wtórnej występują już tylko zmiany ilościowe,
- poziom ten osiągany jest niezwykle rzadko, przy czym często obserwuje się okresowe powroty do poziomu czwartego.

## Wskaźniki rozwoju osobowego
Do głównych wskaźników rozwoju osobowego K. Dąbrowski zaliczył, m.in.:
1. wzmożoną pobudliwość psychiczną,
2. niski próg frustracji,
3. nerwice i psychonerwice,
4. konflikty wewnętrzne,
5. przystosowanie i nieprzystosowanie pozytywne.

## Doktoraty na podstawie DP
Filozofia człowieka:
- Tadeusz Kobierzycki, Człowiek i osobowość w teorii dezintegracji pozytywnej. Analiza filozoficzna, Biblioteka IFiS PAN, Warszawa 1988

- Anna Iwanicka-Maciura, Antropologia filozoficzna w ujęciu polskiej szkoły higieny psychicznej, Uniwersytet Śląski w Katowicach, Wydział Nauk Społecznych, 2004

Teologia duchowości:
- Czesław Kozłowski SJ, Esercizi Spirituali di S. Ignazio alla luce della Teoria della Disintegrazione Positiva di K. Dabrowski, PUG, Roma 1980 PUG /Uniwersytet Gregorianum w Rzymie, Wydział Duchowości/[4]

Psychologia kliniczna:
- Zofia Paśniewska-Kuć, Potencjalność samorozwoju osób z nerwicą natręctw (Próba skonstruowania modelu nerwicy natręctw w oparciu o teorię dezintegracji pozytywnej. K. Dąbrowskiego), KUL Lublin 1991,
- Anna Mróz, Rozwój osoby według teorii dezintegracji pozytywnej Kazimierza Dąbrowskiego (analiza wybranej grupy), KUL, Lublin 2002.
- Marjorie M. Kaminski Battaglia, A Hermeneutic Historical Study of Kazimierz Dabrowski and his Theory of Positive Disintegration, Virginia Tech, USA, 2002.[5]